# Voltron
Voltron (Voltron: Defender of the Universe) è una serie televisiva d'animazione realizzata negli Stati Uniti dalla World Events Production nel 1983 montando insieme due diverse serie di anime televisivi giapponesi del tutto indipendenti tra loro: Golion e Kikō kantai Dairugger XV, entrambe prodotte dalla Toei Animation rispettivamente nel 1981 e nel 1982.
Nel 1998 è stato realizzato un seguito in computer grafica intitolato Voltron: The Third Dimension, poi nel 2011 è stato sviluppato un ulteriore sequel nominato Voltron Force, mentre nel 2016 la Dreamworks ha prodotto un remake dal titolo Voltron: Legendary Defender.

## Trama
La trama della prima stagione, nominata "Lion Voltron" e basata sulla serie Golion, è incentrata sulle imprese di cinque terrestri che vengono a trovarsi in prima linea per difendere la pace interplanetaria dalle mire di conquista di una potente razza aliena belligerante proveniente dal pianeta Daibazaal (Galra nella precedente versione di Golion), governato dal crudele Imperatore Zarkon, al quale si affiancano l'astuto principe Lotor, suo figlio, e la perfida strega Haggar, madre di quest'ultimo; tale razza aliena è caratterizzata dalla pelle bluastra, dalle orecchie a punta e dai canini pronunciati. I cinque umani Keith, Lance, Pidge, Hunk e Sven, trovano rifugio sul pianeta Arus (Althea) presso la corte della principessa Allura (Fara nella serie Golion o Aurora nel doppiaggio italiano). Tale pianeta diviene presto oggetto delle mire espansionistiche del signore della guerra Zarkon, così come la sua giovane principessa viene invece insidiata dal principe Lotor. Per difendere il pianeta e i suoi abitanti allora i cinque umani vengono chiamati a pilotare cinque grandi leoni robot, contraddistinti da cinque colori diversi, nero, rosso, verde, giallo e blu, che sono in grado di assemblarsi assieme in un enorme robot chiamato Voltron. Dopo breve tempo la stessa principessa decide di scendere in campo in prima linea e di unirsi assieme alla squadra prendendo il posto di Sven, caduto in battaglia, alla guida del leone blu. Il potente robot Voltron risulta di volta in volta impegnato a combattere delle gigantesche creature metà organiche e metà cibernetiche, chiamate "robobestie", le quali vengono spedite dagli alieni sul pianeta tramite enormi capsule curiosamente assomiglianti a delle bare. Nella maggior parte delle battaglie il robot ha la meglio su di esse tagliandole longitudinalmente a metà con la sua "spada fiammeggiante".
Nella seconda stagione, chiamata “Vehicle Voltron” e basata sulla serie Kikō kantai Dairugger XV, i leoni vengono invece sostituiti dai quindici mezzi di Dairugger XV. I protagonisti viaggiano per il cosmo a bordo della nave spaziale Rugger Guard e sono suddivisi in tre squadre di cinque membri ciascuna, la Squadra Mare, la Squadra Terra e la Squadra Aria; i cinque veicoli di ogni squadra si possono assemblare assieme in tre macchine più grandi, conosciute rispettivamente come “Aqua Fighter”, “Turbo Terrain Fighter” e "Strato Fighter”; inoltre i quindici veicoli possono unirsi tutti insieme per formare il Super Robot Dairugger. Tali squadre sono sostanzialmente truppe di esplorazione interplanetaria e nel contempo di difesa terrestre che, in missione per conto del Presidente della Lega Terrestre, entrano loro malgrado in conflitto con l’Impero di Galveston, per tentare poi di liberare il suo popolo dal dispotico imperatore che nel frattempo ha ridotto il suo pianeta sull’orlo del collasso e, di trovare per tale popolo un nuovo pianeta abitabile prima della sua imminente distruzione.

## Generalità
Come avvenuto in altre occasioni (Force Five, Robotech), questa serie è il risultato di un'operazione editoriale del licenziatario americano, nella fattispecie la World Events Production, che per adattare il prodotto originale giapponese al mercato interno, non esitò a stravolgere gli anime originari rimontandoli ed intervenendo in fase di traduzione su diversi elementi della trama, cambiando nomi e situazioni, e sostituendo finanche le musiche. In particolare, la serie Voltron è composta dai 52 episodi originari della serie Hyakujūō Goraion, dai 52 episodi della serie Kikō kantai Dairugger XV, e da altri 20 episodi di Golion realizzati dalla Toei nel 1984 appositamente per il mercato occidentale su commissione della World Events, per un totale di 124 episodi divisi in tre stagioni. Nei piani dell'editore americano la serie avrebbe dovuto ricomprendere anche un terzo anime, Kosoku denjin Arubegasu (Arbegas), ma il minore successo di pubblico ottenuto con la seconda stagione della serie, ricavata da Dairugger XV, convinse gli autori a desistere e a commissionare i nuovi episodi di Golion alla Toei. In particolare viene omessa la morte del pilota del leone azzurro.

## L'edizione italiana
In Italia nel 1982 vennero trasmessi inizialmente i primi 26 episodi della serie originale Golion su Canale 5, poi sostituiti nel 1986 con l'adattamento americano di Voltron in onda su Euro TV, del quale furono però trasmesse solo le 52 puntate corrispondenti alla serie Golion. Nel 2006, per l'edizione in DVD della Stormovie, è stata realizzata la prima sigla italiana del cartone, dal titolo omonimo, composta da Walter Rodi - Pinna.
Una nuova sigla italiana, sempre omonima, è stata scritta ed incisa da Santo Verduci, pubblicata nel 2012 all'interno della compilation Contactoons 2 ed utilizzata nelle repliche a partire dal 2016 sull'emittente CaféTV24 - Universe all'interno della trasmissione Contactoons.

### Personaggi e doppiatori
- Keith (Oreste Baldini)
- Hunk (Wladimiro Grana)
- Sven (Christian Iansante e Christian Fassetta)
- Pidge (Monica Ward)
- Lance (Andrea Ward)
- Principessa Aurora (Monica Ward)
- Consigliere Koran (Elio Zamuto)
- Lotor (Sergio Antonica)
- Strega Haggar (Anna Teresa Eugeni)

## Titoli degli episodi
Episodi tratti dalla serie Golion
| nº | Titolo originale                   | Titolo italiano                          |
| -- | ---------------------------------- | ---------------------------------------- |
| 01 | Space Explorers Captured           | Gli esploratori spaziali catturati       |
| 02 | Escape To Another Planet           | Fuga su un altro pianeta                 |
| 03 | A Ghost And Four Keys              | Un fantasma e quattro chiavi             |
| 04 | The Missing Key                    | La chiave mancante                       |
| 05 | The Princess Joins Up              | La principessa si arruola                |
| 06 | The Right Arm Of Voltron           | La gamba destra di Voltron               |
| 07 | The Lion Has New Claws             | Il leone ha nuovi artigli                |
| 08 | The Stolen Lion                    | Il leone rubato                          |
| 09 | A Pretty Spy                       | Una graziosa spia                        |
| 10 | The Secret Of The White Lion       | Il segreto del leone bianco              |
| 11 | Surrender                          | Resa                                     |
| 12 | Bad Birthday Party                 | Una brutta festa di compleanno           |
| 13 | The Witch Gets A Facelift          | Il travestimento della strega            |
| 14 | Yurak Gets His Pink Slip           | La fine di Yurak                         |
| 15 | Give Me Your Princess              | Datemi la principessa                    |
| 16 | Bridge Over The River Chozzerai    | Il ponte dell'amore                      |
| 17 | My Brother Is A Robeast            | Mio fratello è una Robobestia            |
| 18 | Zarkon Is Dying                    | Zarkon sta morendo                       |
| 19 | The Buried Castle                  | Il castello sepolto                      |
| 20 | Pidge's Home Planet                | Il pianeta natale di Pidge               |
| 21 | It'll Be A Cold Day                | Sarà un giorno freddo                    |
| 22 | The Deadly Flowers                 | I fiori mortali                          |
| 23 | It Takes Real Lions                | Domatore di leoni reali                  |
| 24 | Raid Of The Alien Mice             | L'assalto dei topi alieni                |
| 25 | Short Run Of The Centipede Express | Breve periodo sul Centipede Express      |
| 26 | The Invisible Robeast              | L'invisibile Robobestia                  |
| 27 | The Green Medusa                   | La medusa verde                          |
| 28 | The Treasure Of Planet Tyrus       | Il tesoro del pianeta Tyrus              |
| 29 | Magnetic Attraction                | Attrazione magnetica                     |
| 30 | Sleeping Princess                  | La principessa addormentata              |
| 31 | The Sincerest Form Of Flattery     | La più sincera forma di adulazione       |
| 32 | A Transplant For The Blue Lion     | Un trapianto per il Leone Blu            |
| 33 | Attack Of The Fierce Frogs         | Attacco a Fierce Frogs                   |
| 34 | Lotor Traps Pidge                  | La trappola di Lotor                     |
| 35 | Doom Boycotts The Space Olympics   | Il boicottaggio delle Olimpiadi Spaziali |
| 36 | Lotor's Clone                      | Il clone di Lotor                        |
| 37 | Lotor's New Hitman                 | Lotor il nuovo capo                      |
| 38 | Raid Of The Red Berets             | Il raid dei berretti rossi               |
| 39 | The Captive Comet                  | La cometa                                |
| 40 | The Little Prince                  | Il piccolo principe                      |
| 41 | There Will Be A Royal Wedding      | Un matrimonio reale                      |
| 42 | The Sand People                    | Le persone di sabbia                     |
| 43 | Voltron Frees The Slaves           | Voltron libera gli schiavi               |
| 44 | Voltron Vs Voltron                 | Voltron contro Voltron                   |
| 45 | One Princess To Another            | Una principessa                          |
| 46 | The Mighty Space Mouse             | Il potente topo dello spazio             |
| 47 | Summit Meeting                     | Incontro al vertice                      |
| 48 | Return Of Coran's Son              | Il ritorno del figlio di Coran           |
| 49 | Coran's Son Runs Amuck             | Il figlio di Coran Runs Amuck            |
| 50 | Zarkon Becomes A Robeast           | Zarkon diventa un Robobestia             |
| 51 | Lotor The King                     | Il re Lotor                              |
| 52 | Final Victory                      | Vittoria finale                          |

Episodi tratti dalla serie Dairugger XV
| nº | Titolo inglese                    | Titolo italiano |
| -- | --------------------------------- | --------------- |
| 1  | In Search of New Worlds           |                 |
| 2  | First Day on a New World          |                 |
| 3  | Building a New World              |                 |
| 4  | Goodbye, New World                |                 |
| 5  | Try This World for Size           |                 |
| 6  | A Storm of Meteors                |                 |
| 7  | Help Not Wanted                   |                 |
| 8  | Ghost Fleet from Another Planet   |                 |
| 9  | A Very Short Vacation             |                 |
| 10 | Planet of the Bats                |                 |
| 11 | A Temporary Truce                 |                 |
| 12 | Wolo's Lost World                 |                 |
| 13 | Planet Stop for Repairs           |                 |
| 14 | A Curious Comet                   |                 |
| 15 | In the Enemy Camp                 |                 |
| 16 | Who's on First                    |                 |
| 17 | No, Who's on Second               |                 |
| 18 | What's on First                   |                 |
| 19 | Great Stone Space Faces           |                 |
| 20 | Defend the New World              |                 |
| 21 | Meanwhile Back at Galaxy Garrison |                 |
| 22 | Nerok Scores Big                  |                 |
| 23 | Hazar on the Carpet               |                 |
| 24 | Hazar is Demoted                  |                 |
| 25 | Just Like Earth                   |                 |
| 26 | The Planet Trap                   |                 |
| 27 | Save the Space Station            |                 |
| 28 | Planet of the Amazons             |                 |
| 29 | Revolt of the Slaves              |                 |
| 30 | Raid on Galaxy Garrison           |                 |
| 31 | Smashing the Meteor Barrier       |                 |
| 32 | A Man Made Sun                    |                 |
| 33 | Captain Newley Returns            |                 |
| 34 | Hazar Bucks the Empire            |                 |
| 35 | Letters from Home                 |                 |
| 36 | Peace - A Fish Story!             |                 |
| 37 | The Red Moon People               |                 |
| 38 | This World's for the Birds        |                 |
| 39 | That's the Old Ball Game          |                 |
| 40 | Red Moon Rises Again              |                 |
| 41 | Another Solar System              |                 |
| 42 | Whose World Is It                 |                 |
| 43 | It's Anybody's World              |                 |
| 44 | Frozen Assets                     |                 |
| 45 | Coconuts                          |                 |
| 46 | It Could Be a Long War            |                 |
| 47 | Color Me Invisible                |                 |
| 48 | Time Running Out                  |                 |
| 49 | Zero Hour Approaches              |                 |
| 50 | The Drules' World Cracks Up       |                 |
| 51 | The Drules Surrender              |                 |
| 52 | The End of Hazar's World          |                 |

Episodi creati ex novo
| nº | Titolo inglese                 |
| -- | ------------------------------ |
| 1  | Dinner and a Show              |
| 2  | Envoy from Galaxy Garrison     |
| 3  | Mousemania                     |
| 4  | The Shell Game                 |
| 5  | The Traitor                    |
| 6  | Voltron Meets Jungle Woman     |
| 7  | Little Buddies                 |
| 8  | Who Was That Masked Man?       |
| 9  | Take a Robot to Lunch          |
| 10 | War and Peace... And Doom!     |
| 11 | Who's Flyin' Blue Lion?        |
| 12 | Enter Merla: Queen of Darkness |
| 13 | A Ghost of a Chance            |
| 14 | To Soothe the Savage Robeast   |
| 15 | Doom Girls on the Prowl        |
| 16 | With Friends Like You          |
| 17 | Lotor - My Hero?               |
| 18 | No Muse Is Good Muse           |
| 19 | The Alliance Strikes Back!     |
| 20 | Breakin' up is Hard to Doom    |

| nº | Titolo originale       | Titolo italiano | Prima TV USA      | Prima TV Italia | Durata    |
| -- | ---------------------- | --------------- | ----------------- | --------------- | --------- |
| SP | Voltron: Fleet of Doom |                 | 10 settembre 1986 | Inedito         | 46 minuti |

## Il progetto di film dal vivo
Voltron: Defender of the Universe era il titolo di un progetto cinematografico dal vivo basato sulla serie televisiva d'animazione, progetto cancellato nel 2010 dopo diversi anni di preproduzione.
Nel luglio 2005 il produttore Mark Gordon rivelò i suoi piani per la realizzazione di un adattamento dal vivo per il grande schermo basato sulla serie Voltron, in collaborazione coi produttori Pharrell Williams, Mark Costa e Frank Oelman, in associazione con la Jim Young's Animus Films. Fu inoltre indicato Pharrell Williams come potenziale candidato per la composizione della colonna sonora.
Nel dicembre 2006 lo sceneggiatore Enzo Marra annunciò di aver completato una prima bozza su incarico di Gordon, ma qualche tempo dopo fu sostituito da Justin Marks. L'interesse per il film crebbe con il successo di Transformers, altro film dalle simili tematiche, e la sceneggiatura di Marks ambientata a New York in un mondo post apocalittico contribuì in larga parte a pubblicizzare il progetto.
In seguito ad un accordo con la Mark Gordon Company, la New Regency entrò nel progetto come principale casa di produzione nell'agosto 2007, ma un anno dopo, il 18 agosto 2008, la Relativity Media, sotto la gestione della 20th Century Fox, comprò i diritti cinematografici dalla Regency impegnandosi nella realizzazione di un film a costo moderato, utilizzando tecniche al risparmio quanto a grafica computerizzata ed effetti speciali, seguendo quanto fatto per il film 300. Max Makowski fu incaricato della regia e il film assunse il titolo di Voltron: Defender of the Universe.
Seguì un periodo di incertezza durante il quale la World Events Productions entrò in una causa legale con la Toei Animation riguardo alla cessione e allo sfruttamento dei diritti cinematografici della serie. Nel luglio 2009 fu annunciato che il progetto aveva cambiato vertici, con Gordon, Makowski e Marks non più coinvolti e sostituiti dai produttori Charles Roven, Richard Suckle e Steve Alexander, per una produzione targata Warner Bros.
Nel giugno 2010 la rivista Variety riferì dell'abbandono del progetto dal vivo su Voltron anche da parte della Warner Bros., in favore di una nuova serie televisiva.

## Videogioco
Nel 2011 è stato reso disponibile per PlayStation 3 ed Xbox 360 il videogioco Voltron: Difensore dell'universo sviluppato dalla THQ.